# Mimosa diversifolia
Mimosa diversifolia är en ärtväxtart som beskrevs av Marc Micheli. Mimosa diversifolia ingår i släktet mimosor, och familjen ärtväxter. Inga underarter finns listade i Catalogue of Life.